# ملكة جمال العراق 2021
ملكة جمال العراق 2021 وهي مسابقة تقام للمرة الثالثة على التوالي بعد التوقف الذي دام 45 سنة، أقيمت المسابقة في 29 يوليو 2021 في أربيل، وتم تتويج ماريا فرهاد من سهل نينوى كملكة جمال العراق 2021. وكانت هذه المسابقة هي أول مسابقة تضم حَكم كوردي في لجنة التحكيم.

## المسابقة
بدأ التسجيل في المسابقة في 25 مايو 2021 عن طريق إستمارة إلكترونية وبعدها في 5 يوليو بدأت مقابلة المتسابقات من قبل لجنة التحكيم في فندق المنصور في محافظة بغداد وفي 7 يوليو بدأت مقابلة المتسابقات في فندق ديفان أربيل في محافظة أربيل. وعرضت مقابلات المشتركات على قناة الرشيد وشاركن حوالي أكثر من مئة فتاة وبعد التصفيات تنافسن 17 فتاة فقط على لقب ملكة جمال العراق لعام 2021، بينهن سبع كورديات.
وعن المعايير المتبعة لاختيار ملكة الجمال، أعلن رئيس لجنة التحكيم إنهم اتفقوا على اختيار الأكثر ثقافة وجمالاً والتي لم تجر عمليات تجميل، والحاملات رسائل ومشاريع جميلة للعراق.
أقيم حفل التتويج في 29 يوليو 2021 في أربيل وبعد فرز النتائج، حصلت على لقب الوصيفة الرابعة دانه جواز من محافظة كركوك، وحصلت على لقب الوصيفة الثالثة كلستان كارو من محافظة دهوك، فيما نالت لقب الوصيفة الثانية زينة اليوسف من محافظة صلاح الدين، وحصلت سيما الجاف من محافظة ديالى على لقب الوصيفة الأولى، وذهب لقب ملكة جمال العراق لعام 2021 إلى ماريا فرهاد من سهل نينوى.

### لجنة التحكيم
ضمت لجنة التحكيم، سبعة حُكام، وهم:
- هلكوت زاهير - ملحن وموسيقار عراقي-كوردي (أول كوردي يشارك في لجنة التحكيم منذ عام 1947)[10]
- أحلام حجي - ملكة جمال الشرق الأوسط لعام 2016[11]
- نادر صعب - طبيب وجراح تجميل لبناني[12][13]
- هند الحديثي - ممثلة وزارة الثقافة والسياحة والآثار العراقية
- سارا نديم - الوصيفة الثالثة لملكة جمال العراق لعام 2017
- علي إسماعيل - خبير تجميل عراقي
- بشار عصام - مخرج مسرحي وسينوغراف عراقي

## النتائج
| النتيجة النهائية      | الأسماء                                                            |
| --------------------- | ------------------------------------------------------------------ |
| ملكة جمال العراق 2021 | - سهل نينوى – ماريا فرهاد                                          |
| الوصيفة الأولى        | - ديالى – سيما الجاف                                               |
| الوصيفة الثانية       | - صلاح الدين – زينة اليوسف                                         |
| الوصيفة الثالثة       | - دهوك – كلستان كارو                                               |
| الوصيفة الرابعة       | - كركوك – دانه جواز                                                |
| توب 8                 | - كرميان – فيحاء غانم - الأنبار – آيات مهند - سنجار – جميلة سليمان |

## المتسابقات
تنافسن 17 متسابقة من مختلف محافظات العراق في مسابقة ملكة جمال العراق 2021.
| اللقب                         | الأسم         | العمر | القضاء والمحافظة       | المركز في المسابقة            | ملاحظات                                               |
| ----------------------------- | ------------- | ----- | ---------------------- | ----------------------------- | ----------------------------------------------------- |
| ملكة جمال أربيل               | بهرة محمد     | 21    | أربيل                  |                               |                                                       |
| ملكة جمال ديالى               | سيما الجاف    | 26    | ديالى                  | الوصيفة الأولى                | ولدت في بغداد ولكن أصلها من ديالى                     |
| ملكة جمال الموصل              | رند حامد      | 21    | بعشيقة، الموصل، نينوى  |                               |                                                       |
| ملكة جمال بابل                | مينا الخزاعي  | 27    | الحلة، بابل            |                               |                                                       |
| ملكة جمال صلاح الدين          | زينة اليوسف   | 20    | الشرقاط، صلاح الدين    | الوصيفة الثانية               |                                                       |
| ملكة جمال آشور                | رند خالد      | 26    | قرة قوش، نينوى         |                               |                                                       |
| ملكة جمال سهل نينوى           | ماريا فرهاد   | 20    | الحمدانية، نينوى       | ملكة جمال العراق              |                                                       |
| ملكة جمال حلبجة-هورمان        | دنيا عبد الله | 18    | حلبچة، السليمانية      |                               |                                                       |
| ملكة جمال دهوك                | كولستان كرو   | 23    | دهوك                   | الوصيفة الثالثة               |                                                       |
| ملكة جمال الكرخ - غرب بغداد   | نيران علي     | 20    | بغداد                  | إنسحبت من المسابقة            |                                                       |
| ملكة جمال حزام بغداد          | ناز هماوندي   | 24    | بغداد                  |                               |                                                       |
| ملكة جمال كركوك               | دانه جواز     | 18    | كركوك                  | الوصيفة الرابعة               | ولدت في بغداد ونشأت في السليمانية ولكن أصلها من كركوك |
| ملكة جمال الفرات الأوسط       | سمر كاظم      | 25    | النجف                  | إنسحبت من المسابقة            |                                                       |
| ملكة جمال سنجار               | جميلة سليمان  | 23    | سنوني، سنجار، نينوى    | توب 8                         |                                                       |
| ملكة جمال السليمانية          | ريان علي      | 21    | السليمانية             |                               |                                                       |
| ملكة جمال الأنبار             | آيات مهند     | 26    | الرمادي، الأنبار       | توب 8                         | ولدت في بغداد ولكن أصلها من الرمادي                   |
| ملكة جمال زاخو                | أميرة عطو     | 27    | مخيم بيرسف، زاخو، دهوك |                               | ولدت في سنجار ولكنها نزحت إلى زاخو                    |
| ملكة جمال الرصافة - شرق بغداد | ندى رؤوف      | 17    | بغداد                  |                               |                                                       |
| ملكة جمال البصرة              | مينا حاتم     | 24    | الزبير، البصرة         | إنسحبت من المسابقة لظروف خاصة | ولدت في بغداد ولكن أصلها من الزبير                    |
| ملكة جمال كرميان              | فيحاء غانم    | 20    | كلار، السليمانية       | توب 8                         |                                                       |